# Bolsa de Valores do Rio de Janeiro

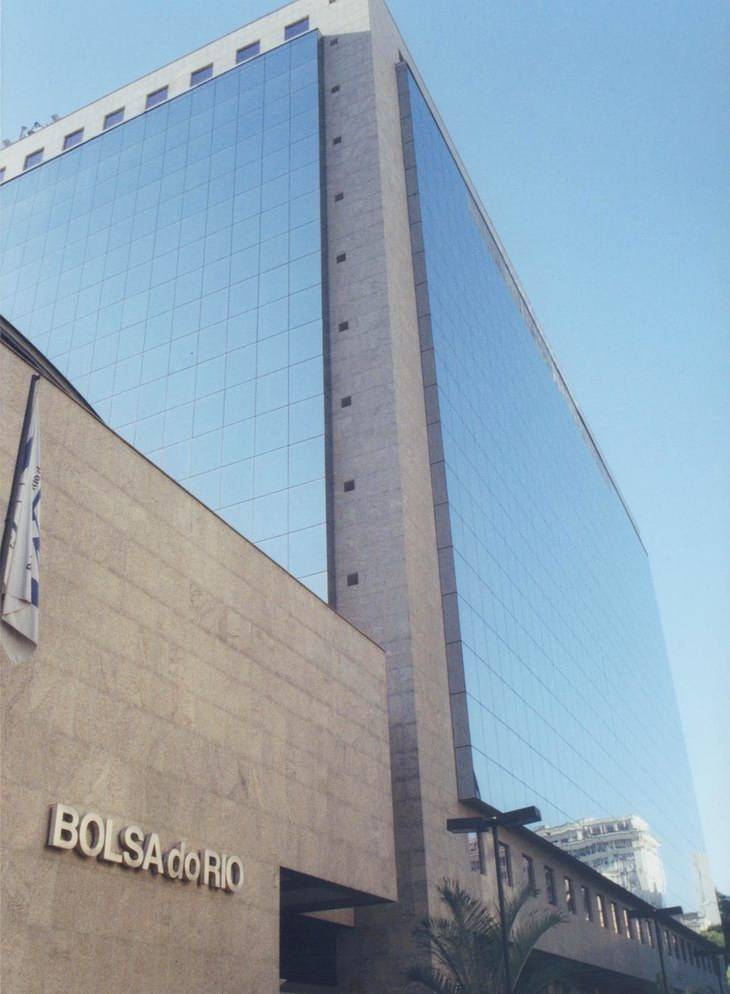
Prédio da antiga BVRJ, localizado na Praça XV de Novembro

A Bolsa de Valores do Rio de Janeiro (BVRJ), localizada na cidade do Rio de Janeiro, foi uma das primeiras bolsas de valores a entrar em operação no Brasil, ao final do período colonial. A partir de 2000, com a transferência da negociação com ações para a Bolsa de Valores de São Paulo (atual B3), ela passou a negociar apenas títulos públicos e, em 2002, foi totalmente incorporada pela BM&F. 
Em julho de 2024, o prefeito Eduardo Paes, sancionou o PL 3276/2024 para a instalação de uma Nova Bolsa de Valores na capital fluminense, o anuncio do retorno das operações financeiras veio em conjunto com a Americas Trading Group (ATG), que ficará responsável pela administração. A data prevista para o lançamento da Base Exchange é o segundo semestre de 2025.

## História
A antiga Bolsa de Valores do Rio de Janeiro (BVRJ) foi uma das bolsas em atividade no Brasil, a mais antiga, inaugurada em 14 de julho de 1820, 3 anos após a inauguração da 1ª bolsa brasileira que foi a bolsa de Salvador na Bahia (Bovesba), hoje inativa. Antes do início formal de suas operações, os negócios eram realizados em uma espécie de pregão ao ar livre. Essa atividade comercial ganhou grande impulso a partir da vinda da família real para o Brasil em 1808, o que levou às primeiras tentativas de organização do mercado. Surgiu então o conceito de Praça de Comércio, que já tinha algumas características de um pregão organizado.
Em seu início, os corretores eram chamados zangões, não sendo raro que especialmente nas praças de Salvador e do Rio, até a "Lei dos entraves" de 1860, tal atividade fosse também exercida por escravos de ganho e de aluguel, treinados para a função. Em sua primeira sede, os negócios se resumiam a negociações com câmbio, escravos, mercadorias, gado, seguros e fretes de navio; tendo os primeiros ativos de papéis, referentes à empresas estatais, sido negociados em 1828 e os primeiros de emissão da iniciativa privada no final da década seguinte.
Em 1845, foi inaugurada a sede na Rua Direita, no centro, próximo ao porto. No mesmo ano, o Rio de Janeiro ganhou seus primeiros lampiões a gás. Assim, a Bolsa de Valores do Rio de Janeiro cresceu junto com a cidade, com intensa negociação de títulos no final do século XIX, e se transformou em uma instituição que fez parte da história econômica do Brasil. Praticamente todos os grandes momentos econômicos do país, do final do século XIX até o início do século XXI, transitaram pelos seus pregões: da febre especulativa do Encilhamento, que se deu entre o final da monarquia e início da república, até os leilões de privatização das grandes empresas estatais, que marcaram a guinada da economia brasileira em direção à retirada de grandes setores do controle do Estado.
As manufaturas tiveram participação relevante nas operações da bolsa na segunda metade do século XIX, mesmo com as crises periódicas de 1857,1864, 1875 e 1900 que levaram a falência e expansão dessas companhias. Três tipos de ativo eram negociados: ações, debêntures e letras hipotecárias, bastante procuradas por ocasião dos auxílios da lavoura implementados pelo Visconde de Ouro Preto em 1888. De 1889 a 1894 os bancos dominaram as negociações. Em 1889 havia 35 bancos nacionais e três estrangeiros registrados na Junta do Comércio. Dentre os bancos tradicionais estavam o Banco do Comercio e Banco Commercial e Predial, além dos bancos provinciais como o Banco União da Bahia, Banco de Pernambuco, Banco de Campos, Banco da Província de São Paulo. Bancos duvidosos eram o Cooperativo, o Intermediário e o Crédito Commercial. Em 1890 foi fundado o Banco da República. Depois dos bancos, as estradas de ferro foram as detentoras de ações mais procuradas na Bolsa nessa época, graças inclusive as concessões dadas aos bancos, como a Companhia de Estradas de Ferro Sapucahy, concedida ao Banco Construtor, e o Caminho de Ferro Uberaba-Coxim, ao Banco União de São Paulo. Outras companhias ferroviárias com reputação sólida no mercado eram a Leopoldina, a Oeste de Minas e a Sorocabana. No início do século, as companhias controladas por ingleses e franceses eram as mais importantes e lucrativas como a São Paulo Railway. A partir de 1893, houve um crescimento do setor de ferro carril, transporte urbano mais conhecido como bonde. Setor de navegação também era estável, como os títulos da Amazon Steam em 1888.
Vale destacar o período áureo da BVRJ, a partir da metade do século XX. No final dos anos 1950, a prefeitura do Rio lançou as Obrigações da Cidade para financiar seu plano de obras, transacionadas na BVRJ. Nessa época, o volume negociado de ações ultrapassou o de papéis de dívidas governamentais, surgiram os primeiros investidores institucionais organizados e algumas companhias especializadas em subscrições de ações.
Esses fatores, aliados ao otimismo desenvolvimentista imprimido pelo presidente Juscelino Kubitschek, deram nova dimensão ao mercado. A Bolsa de Valores do Rio de Janeiro se sofisticou e criou um índice de cotações de ações utilizando metodologia desenvolvida em 1962, que seria alterada pelo IBV, em 1967.
A reforma do sistema financeiro do Brasil, em 1965, propiciou uma nova etapa para o mercado de capitais. O governo estimulou os negócios com a criação, dali a dois anos, dos fundos 157, que permitiam deduzir investimento feito em ações do imposto de renda devido: parte do recolhimento do IR podia ser destinado para o mercado acionário. No mesmo ano, a BVRJ realizou o Congresso Nacional de Bolsas, seguido do Fórum de Mercado de Capitais. Em 1971, o pregão viveu uma grande euforia, provocado pela chegada do pequeno investidor, mas também se assustou com a derrocada do mercado. Entre junho de 1971 e agosto de 1972, o índice IBV apontou uma desvalorização de 70%.
A BVRJ viveu seus anos dourados entre as décadas de 1950 e 1960. Após o Crash de 1971, foi pouco a pouco perdendo terreno para a bolsa paulista em participação no desenvolvimento do mercado de capitais, assim como nos debates econômicos. Em decorrência do Crash de 1989, perdeu definitivamente para a Bovespa, o posto de maior bolsa do Brasil e da América Latina, apesar de ter sido o núcleo do processo de privatizações no Brasil na 2ª metade da década de 1990, e lá terem acontecido os leilões de empresas estatais como as de telefonia, como a Telesp, mineradoras, como a Companhia Vale do Rio Doce e as siderúrgicas, como a Usiminas, entre outras. Todos os leilões de privatizações foram realizados na BVRJ pois as ações da BNDESPAR estavam depositadas na custodia da BVRJ, que posteriormente se transformou na CBLC - Companhia Brasileira e Compensação e Custódia da BOVESPA. 
Com a evolução do mercado acionário, foram feitos acordos de integração e, desde 2000, o que restava de negociação em ações foi transferida para a Bolsa de Valores de São Paulo, na mesma época em que o mesmo processo aconteceu com a BOVMESB. Em 2002, a Bolsa de Mercadorias & Futuros adquiriu os títulos patrimoniais da BVRJ, passando a deter os direitos de administração e operacionalização do sistema de negociação de Títulos Públicos, o Sisbex. Em 1970 fez parcerias com o regime da época para criar instituições de ensino voltada para a formação da burocracia estatal e das relações públicas.

## O surgimento da Nova Bolsa de Valores do Rio de Janeiro
Em 3 de julho de 2024 foi anunciada a Nova Bolsa de Valores do Rio de Janeiro, uma parceria da cidade com o grupo Americas Trading Group (ATG). Com a a estreia prevista para o segundo semestre de 2025, a bolsa funcionará, inicialmente, no edifício Flamengo Tower, na Zona Sul da cidade. Uma possível mudança para o centro da cidade permanece como uma alternativa no longo prazo. Será a primeira vez, desde os ocorridos de 1989, que o Rio de Janeiro voltará a ser palco do mercado de ações e cambio do Brasil.